# Bataille de Tacuarembó

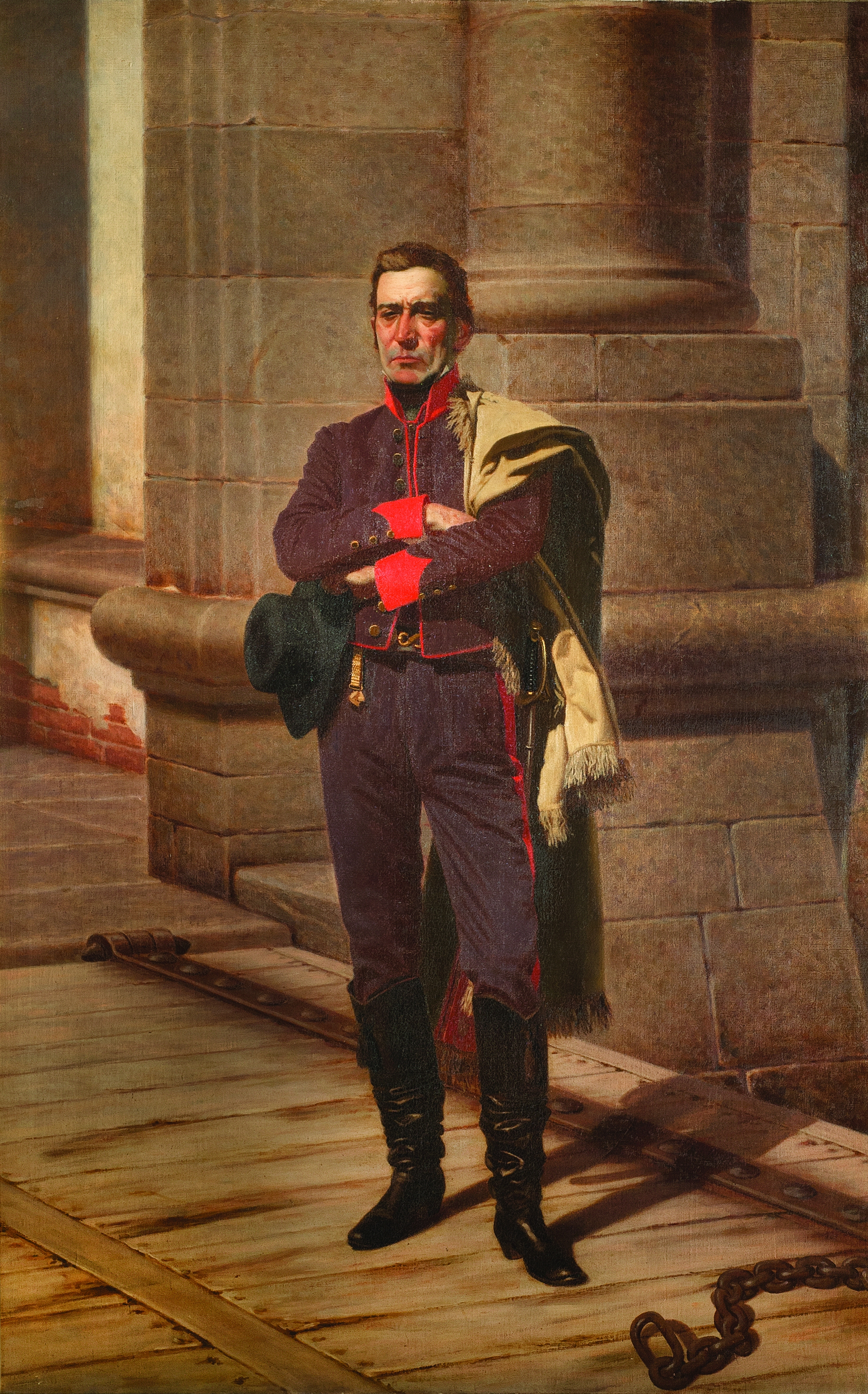
José Artigas par Juan Manuel Blanes.

La bataille de Tacuarembó est une bataille livrée le 22 janvier 1820, pendant la guerre d'indépendance d'Uruguay.
Après leur victoire sur l'occupant espagnol et la prise de Montevideo, puis leur succès dans la guerre qui les opposa à Buenos Aires (bataille de Guayabos), les Uruguayens, commandés par José Gervasio Artigas allaient devoir affronter un nouvel adversaire, le Portugal, dont les troupes envahissaient pour la deuxième fois la Banda Oriental en moins de 5 ans. Après des alternances de succès et de revers (bataille d'India Muerta), les armées ennemies allaient s'opposer dans une bataille décisive à Tacuarembó.
Ce fut un désastre pour les orientaux, dont les troupes, commandées par Andrés Latorre, l'un des lieutenants d'Artigas, ne purent tenir face aux soldats portugais, dont une bonne partie était des vétérans des guerres napoléoniennes.
Cette défaite sonna le glas de l'indépendance uruguayenne; sans armée, trahi par ses alliés fédéralistes argentins, Artigas partit pour l'exil au Paraguay et se retira de la vie politique. Le Portugal annexa l'Uruguay à sa colonie du Brésil. Le pays ne recouvra son indépendance qu'à l'issue d'un conflit difficile, la guerre de Cisplatine (1825-1828), et après avoir remporté sur le Brésil la bataille de Sarandí et la bataille d'Ituzaingó.